# Hemiscyllium halmahera
Hemiscyllium halmahera (лат. Hemiscyllium freycineti) — новый вид семейства азиатских кошачьих акул отряда воббегонгообразных. Они обитают в западной части Тихого океана. Максимальный зарегистрированный размер 70 см. У этих акул удлинённое тело жёлто-коричневого цвета, покрытое многочисленными тёмными пятнами. Над грудными плавниками имеются характерные круглые отметины в виде «эполет». Они размножаются, откладывая яйца. Не представляют интереса для коммерческого рыбного промысла. 

## Таксономия
Голотип представляет собой самца длиной 68,1 см, обнаруженного в мае 2012 года у острова Хальмахера на глубине 10 м (00°50,958’ с.ш. 127°18,717’ в.д). Паратип — самка длиной 65,6 см, пойманная там же и тогда же. Видовое название дано по месту обнаружения особей нового вида.

## Ареал
Hemiscyllium halmahera обитают на ограниченной территории у берегов острова Тернате, Индонезия, на глубине до 10 м.

## Описание
Капюшон на голове от рыла до жабр отсутствует. На межглазничном пространстве имеется не более 10 крупных тёмных пятен. На вентральной поверхности головы расположены две большие отметины. У молодых акул светло-коричневое тело покрывают 7—8 седловидных тёмных отметин. У взрослых седловидные отметины становятся тусклыми, тело покрыто многочисленными группами тёмных и белых пятнышек. 
У этих акул довольно удлинённое тонкое тело с коротким рылом, предротовое расстояние составляет менее 3 % длины тела. Ноздри расположены на кончике рыла. Они обрамлены короткими усиками, длина которых менее 1,3 % длины тела. Рот расположен перед глазами и сдвинут ближе к кончику рыла. Нижние губные складки не соединяются на подбородке кожной складкой. Преджаберное расстояние составляет менее 13 % длины тела. Позади глаз имеются брызгальца. Дистанция между анальным отверстием и началом основания анального плавника свыше 38 % длины тела. Грудные и брюшные плавники толстые и мускулистые. Шипы у основания спинных плавников отсутствуют. Спинные плавники одинакового размера, сдвинуты назад. Основание первого спинного плавника расположено позади основания брюшных плавников. Хвостовой стебель очень длинный. Длинный анальный плавник расположен непосредственно перед хвостовым плавником. Хвостовой плавник асимметричный, удлинённый, у края верхней лопасти имеется вентральная выемка, нижняя лопасть неразвита.

## Образ жизни
Hemiscyllium halmahera передвигаются по песку при помощи грудных и брюшных плавников. 

## Взаимодействие с человеком
Вид не является объектом коммерческого рыбного промысла. Международный союз охраны природы еще не оценил статус сохранности данного вида.  